# Pepsin
Pepsin je prebavni encim, proteaza, ki razgradi beljakovine do polipeptidov.
Prične prebavo beljakovinske hrane v želodcu. Izločajo ga posebne žleze v steni želodca v obliki prekurzorja, pepsinogena. Ta se ob delovanju klorovodikove kisline (HCl) pretvori v pepsin.(npr. pri sluznici je ena izmed vrst žlez kloragena žleza, ta pa izloča HCl ki aktivira encim pepsinogen v pepsin za razgradnjo beljakovin)
Pepsin je bil prvi odkriti živalski encim, leta 1836 ga je odkril nemški citolog in histolog Theodor Schwann.